# Pomeni imen asteroidov: 94001–95000
Pregled pomenov imen asteroidov (malih planetov) od številke 94001 do 95000, ki jim je Središče za male planete dodelilo številko in so pozneje dobili tudi uradno ime  v skladu z dogovorjenim načinom imenovanja. Pregled je preverjen z Schmadelovim “Slovarjem imen malih planetov” (“Dictionary of Minor Planet Names”). 
Pregled pojasnjuje izvor oziroma pomen imen asteroidov, ki ga je priznala Mednarodna astronomska zveza (IAU). Nekateri asteroidi imajo imajo dodatno pojasnilo o izvoru imena, ki pa vedno ni popolnoma zanesljivo (oznaka “†” ali “‡“). 
| Ime               | Začasna oznaka | Izvor imena |
| 94001–94100       | 94001–94100    | 94001–94100 |
| 94101–94200       | 94101–94200    | 94101–94200 |
| 94201–94300       | 94201–94300    | 94201–94300 |
| ----------------- | -------------- | --- |
| 94228 Leesuikwan  | 2001 BU61      | Lee Sui Kwan, kitajski podpredsednik Astronomskega združenja Hong Kong (Hong Kong Astronomical Society), popularizator astronomije in vzgojitelj † |
| 94291 Django      | 2001 DX86      | Jean-Baptiste "Django" Reinhardt (1910 – 1953), legendarni belgijsko-romski (sintski) kitarist, skladatelj in virtuoz †                            |
| 94301–94400       |                | |
| 94356 Naruto      | 2001 QE178     | ožina Naruto Kaikyō med japonskima otokoma Šikoku in Avaji †                                                                                       |
| 94401–94500       |                | |
| 94400 Hongdaeyong | 2001 SG267     | Hong Daeyong, korejski astronom iz pozne dinastije Joseon †                                                                                        |
| 94501–94600       |                | |
| 94601–94700       |                | |
| 94701–94800       |                | |
| 94801–94900       |                | |
| 94884 Takuya      | 2001 XK249     | Takuya Matsuda, japonski astrofizik, ki je služboval kot predsednik Astronomskega združenja Japonske †                                             |
| 94901–95000       |                | |

| Predhodnik: 93001–94000 | Pomeni imen asteroidov Seznam asteroidov (94001-94250) Seznam asteroidov (94251-94500) Seznam asteroidov (94501-94750) Seznam asteroidov (94751-95000) | Naslednik: 95001–96000 |